# Franz Antel
Franz Antel (Bécs, 1913. június 28. – Bécs, 2007. augusztus 11.) osztrák filmrendező, forgatókönyvíró, filmproducer.

## Életpályája
Pályáját segédoperatőrként kezdte, játékfilmeknél dolgozott mint rendezőasszisztens. Első önálló munkáját a Csavargók című kisfilmet 1933-ban forgatta. 1935-ben került a Terra-produkcióhoz. 1939–1945 között hadifogságban élt, majd hazatérése után 1948-tól hazájában mint rendező dolgozott. Néhány alkalommal az NSZK-ba is meghívták egy-egy feladat megoldására. Az 1960-as években erotikus filmeket gyártott.
Jellegzetes közönségfilmes volt; főként vígjátékokat, osztrák életképeket vitt kamera elé. Magyarországra több ízben is ellátogatott; itt készítette a német nyelvterületeken nagy sikert aratott pikáns, kosztümös Suzanne-sorozatot Tordai Teri főszereplésével (1967).

## Magánélete
Ötször nősült élete során; 1938–1948 között Hilde Louise Wittke volt a felesége. 1953–1958 között Hannelore Bollmann színésznő (1925-) volt a párja. 1970–1977 között Elisabeth von Ettingshausen bárónővel alkotott egy párt. 1978–1989 között Sibylla Thin volt a házastársa. 1995-től haláláig Sibylla Antel rendezőasszisztens volt a felesége.

## Filmjei

### Rendezőként
- 1948: Az éneklő ház (Das singende Haus); forgatókönyvíró is
- 1950: Az öreg bűnöző (Der alte Sünder); forgatókönyvíró is
- 1952: A férfi a kádban (Der Mann in der Wanne); forgatókönyvíró is
- 1953: Császárkeringő (Kaiserwalzer); forgatókönyvíró is
- 1954: Déli rózsák (Rosen aus dem Süden)
- 1954: Kaisermanöver; forgatókönyvíró is
- 1955: Táncol a kongresszus (Der Kongreß tanzt)
- 1955: Aranyszimfónia (Symphonie in Gold); forgatókönyvíró is
- 1956: A császárbál (Kaiserball)
- 1956: Vörös mák (Roter Mohn)
- 1959: Der Schatz vom Toplitzsee
- 1963: A piros ajkakat csókolni kell (Die ganze Welt ist himmelblau / DVD: Rote Lippen soll man küssen)
- 1964: Frühstück mit dem Tod
- 1964: A nagy kűr (Die große Kür)
- 1964: Liebesgrüße aus Tirol
- 1967: Susanne, die Wirtin von der Lahn / Frau Wirtin hat auch eine Nichte; filmproducer is
- 1968: A fogadósnénak is van egy (Frau Wirtin hat auch einen Grafen)
- 1977: Casanova & Co.
- 1981: Bockerer / A bécsi Svejk (Der Bockerer); filmproducer és forgatókönyvíró is
- 1987: Valcerkirály (Johann Strauss - Der König ohne Krone); forgatókönyvíró is
- 1996: A bécsi Svejk 2. (Der Bockerer II – Österreich ist frei); forgatókönyvíró is
- 2000: A bécsi Svejk 3. (Der Bockerer III – Die Brücke von Andau); forgatókönyvíró is
- 2003: Der Bockerer IV – Prager Frühling; forgatókönyvíró is

### Producerként
- 1940: Meine Tochter lebt in Wien
- 1978: A nagy Fox (Poliziotto senza paura); (forgatókönyvíró is)
- 1984: Szerelem száz háton (Popcorn und Paprika)